# Метсур, Каупо Карлович
Каупо Карлович Метсур (эст. Kaupo Metsur; 24 ноября 1937, Мякса, Тартумаа — 17 сентября 2019, Таллин) — советский эстонский легкоатлет, специалист по метанию диска. Выступал за сборную СССР по лёгкой атлетике в 1960-х годах, обладатель серебряной медали Всемирной Универсиады в Софии, двукратный бронзовый призёр чемпионатов СССР и Спартакиад народов СССР, многократный победитель первенств республиканского значения. Представлял Тарту и спортивное общество «Калев». Мастер спорта СССР международного класса. Также известен как преподаватель физического воспитания. Кандидат педагогических наук.

## Биография
Каупо Метсур родился 24 ноября 1937 года в волости Мякса уезда Тартумаа. Впоследствии постоянно проживал в Тарту, окончил Тартускую среднюю школу № 1 (1956) и факультет физического воспитания Тартуского государственного университета (1962).
Заниматься лёгкой атлетикой начал в 1953 года, проходил подготовку под руководством тренера Вальтера Калама, выступал за добровольное спортивное общество «Калев».
С середины 1950-х годов входил в число сильнейших эстонских дискоболов, неоднократно выигрывал республиканские первенства, пять раз обновлял рекорд Эстонии в метании диска. В 1958 году выполнил норматив мастера спорта СССР.
Первого серьёзного успеха на всесоюзном уровне добился в сезоне 1959 года, когда на чемпионате страны в рамках II летней Спартакиады народов СССР в Москве метнул диск на 53,63 метра и выиграл бронзовую медаль.
В 1961 году отметился победой в матчевой встрече со сборной Московского государственного университета в Москве, показав результат 52,73 метра.

Каупо Метсур удивителен! Как легко, красиво метает! Ноги работают чётко, и так слитны его движения в кругу, что кажется, будто он метает без всякого напряжения. А когда замерили, ахнули: 52.73! Рядом с ним метать стыдно.— Владимир Бараев
Будучи студентом, представлял Советский Союз на Всемирной Универсиаде в Софии — в программе метания диска показал результат 54,20 и завоевал серебряную награду, уступив лишь поляку Эдмунду Пёнтковскому.
В 1965 году за выдающиеся спортивные достижения удостоен почётного звания «Мастер спорта СССР международного класса».
В 1967 году на IV летней Спартакиаде народов СССР в Москве с результатом 55,62 вновь стал бронзовым призёром в метании диска.
Ещё будучи действующим спортсменом, в 1962—1975 годах работал преподавателем в Тартуском государственном университете, затем вплоть до 1990 года преподавал в Таллинском педагогическом институте. Автор ряда научных статей и учебно-методических пособий. Кандидат педагогических наук (1975). Доцент (1981).
В 1990—2000 годах занимал должность советника Счётного комитета Эстонии.
Умер 17 сентября 2019 года в Таллине.